# Blancafort (Cher)
Blancafort és un municipi francès del departament del Cher, a la regió Centre - Vall del Loira.
El 25 de desembre de 1998, l'Institut géographique national francès (IGN) anuncià oficialment que el centre dels 11 països que havien adoptat l'euro es trobava a Blancafort, a les coordenades x=618.952 i y=2282.849. Atès que aquest punt es troba a les terres de la granja La grande roche, es construí un monument a la vora del Canal de la Sauldre per a simbolitzar el centre de la zona euro.
El dia 1 de gener de 2001, amb l'entrada de Grècia a la zona euro, el nou centre geogràfic en va esdevenir Montreuillon.